# Jan L. Perkowski
Jan L. Perkowski (né à Perth Amboy, New Jersey, États-Unis) est un professeur, aujourd'hui émérite, de langues slaves à l’University of Virginia. 
Dans les années 1970, il a obtenu une couverture médiatique importante lorsqu'il a publié des ouvrages sur les vampires. Par la suite, ses ouvrages ont eu une certaine faveur parmi les admirateurs de vampires.

## Biographie
Perkowski a écrit un ouvrage sur un dialecte cachoube. En 1968-1969, il travaillait pour le Musée canadien des civilisations où il menait des recherches pour le Canadian Centre for Folk Culture Studies (Centre canadien d'études sur la culture traditionnelle) dans la région de Wilno en Ontario dans le but d'étudier le folklore et les traditions cachoubes. Son rapport de 1972 : Vampires, Dwarves, And Witches Among The Ontario Kashubs a provoqué la publication d'articles sensationnalistes dans Psychology Today, The Canadian Magazine et The National Enquirer, articles qui furent dénoncés par certains députés de la Chambre des communes du Canada. 
En 1989, il a publié The Darkling: A Treatise on Slavic Vampirism (La Noirceur : un traité sur le vampirisme slave) qui contient des récits originaux de vampires, récits traduits en anglais depuis 20 langues différentes. Parmi ces récits, un raconte le procès d'un vampire tenu à Dubrovnik en 1737.
Perkowski a été en poste à l'Université de Californie à Santa Barbara, à l'Université du Texas d'Austin et à l’University of Virginia de Charlottesville.

## Publications
- 1969: A Kashubian Idiolect in the United States
- 1972: Vampires, Dwarves and Witches Among the Ontario Kashubs. Ottawa, Ontario, Canada : 1972
- 1976: Vampires of the Slavs. Cambridge, Massachusetts, USA : Slavica, 1976.  (ISBN 0-89357-026-5)
- 1978: Gusle and Ganga Among the Hercegovinians of Toronto. Ann Arbor, Michigan, USA : University Microfilms International, 1978.  (ISBN 0-8357-0321-5)
- 1982: "The Romanian Folkloric Vampire". East Europe Quarterly, September 1982. Reprinted in The Vampire: A Casebook, Alan Dundes, ed. (University of Wisconsin Press, 1998)  (ISBN 0-299-15924-8)
- 1989: The Darkling: A Treatise on Slavic Vampirism. Columbus, Ohio, USA : Slavica, 1989.  (ISBN 0-89357-200-4)
- 2000: Linguistic History Engraved in Gold and Silver: Legends on the  Coins of St. Vladimir.
- 2006: Vampire Lore: From the Writings of Jan Louis Perkowski. Slavica, 2006.  (ISBN 0-89357-331-0)